# 877

## Починали
- 23 септември – Игнатий, патриарх на Константинопол